# Max Mölder
Max Mölder, född 14 november 1984, är en svensk före detta fotbollsspelare som är tränare för Landskrona BoIS.

## Biografi
Mölder föddes i Stockholm och fostrades i Hammarbys mycket framgångsrika P84-lag tillsammans med spelare som Björn Runström, Fredrik Stoor, Erkan Zengin och Haris Laitinen, men lämnade klubben i junioråldern. Efter spel i lägre divisioner med Tyresö FF, IF Leikin och Laholms FK blev Mölder säsongen 2007 värvad till Ängelholms FF, med vilka han gick upp i Superettan. Efter en halv säsong med Ängelholm i Superettan värvades Max Mölder till Landskrona BoIS. I BoIS spelade han sex säsonger och gjorde över hundra matcher för klubben i Superettan, men efter säsongen 2013 fick han inget förnyat kontrakt. 
I februari 2014 skrev han på för danska Akademisk Boldklub. Efter ett år i AB bestämde sig Mölder för att sluta med fotbollen och i stället påbörja en tränarkarriär i Hittarps IK i division 3.
Sedan år 2019 är Max Mölder åter tillbaka i Landskrona BoIS, nu i rollen som assisterande tränare.